# Фізіологічний розчин

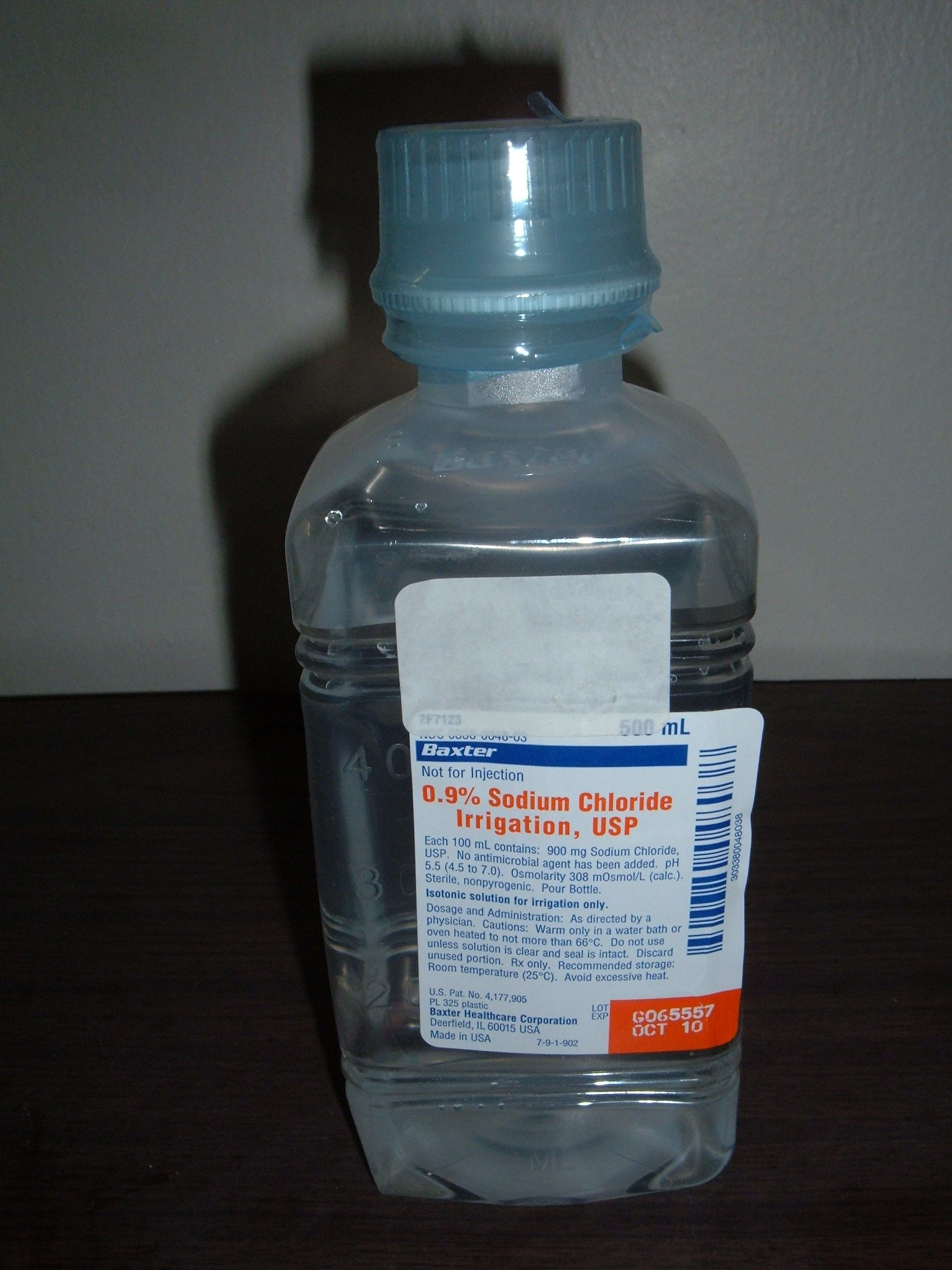
Фізіологічний розчин.

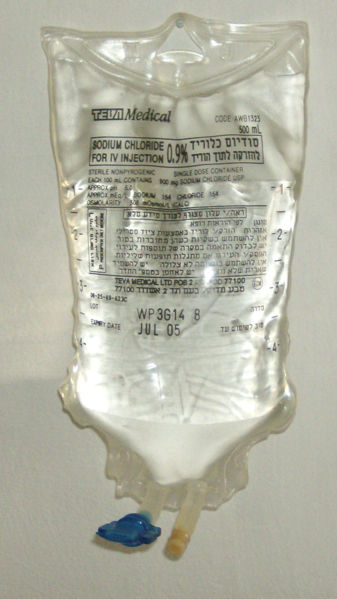
Фізіологічний розчин.

Фізіологі́чний ро́зчин — штучно приготований водно-сольовий розчин, за осмотичним тиском і сольовим складом близький до плазми крові.
Існує декілька типів фізіологічних розчинів, склад яких залежить від цілей, для яких вони використовуються. Найпростішим з них є 0,9 % водний розчин хлориду натрію (NaCl), який може бути легко приготований у домашніх умовах (приблизно одна чайна ложка кухонної солі без вершка на 1 літр води).
Найчастіше користуються такими фізіологічними розчинами:
- розчин Рінгера — Локка,
- розчин Рінгера — Тіроде,
- розчин Кребса — Рінгера.